# كوليت روبرتس
كوليت روبرتس (بالإنجليزية: Collette Roberts)‏ هي مغنية أسترالية، ولدت في 1968 في نيوزيلندا.